# Pontão
Pontão est une ville brésilienne du Nord-Ouest de l'État du Rio Grande do Sul, faisant partie de la microrégion de Passo Fundo et située à 329 km au nord-ouest de Porto Alegre, capitale de l'État. Elle se situe à une latitude de 28° 03′ 33″ sud et à une longitude de 52° 40′ 38″ ouest, à une altitude de 683 mètres. Sa population était estimée à 3 904, pour une superficie de 506 km2.

## Villes voisines
- Ronda Alta
- Quatro Irmãos
- Sertão
- Coxilha
- Passo Fundo
- Carazinho
- Coqueiros do Sul
- Sarandi